# Duiliu Zamfirescu

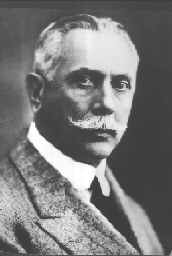
Duiliu Zamfirescu

Duiliu Zamfirescu (* 30. Oktober 1858 in Plăinești, heute Dumbrăveni, Kreis Vrancea; † 3. Juni 1922, Agapia, Kreis Neamț) war ein rumänischer Politiker, Diplomat, Jurist, Schriftsteller und Vizepräsident der Rumänischen Akademie. Im März 1920 wurde er rumänischer Außenminister.

## Leben
Nach dem Besuch der Grund- und Sekundarschule in Focșani ging er an die Matei-Basarab-Schule nach Bukarest. Anschließend studierte er Rechtswissenschaften. Nach seinem Diplom im Jahr 1880 übernahm Zamfirescu ein Magistrat in Hârșova und später in Târgoviște. Zamfirescu war zudem als Schriftsteller tätig. Er schrieb Gedichte, Kurzgeschichten und Theaterstücke. Mit seinem wichtigsten Werk dem fünfteiligen Zyklus Romanul Comăneștenilor (1894–1910) entwarf er das erste große epische Porträt der rumänischen Gesellschaft. Danach war er bis 1906 als Diplomat in Rom tätig. 1920 wurde Zamfirescu rumänischer Außenminister. Er verstarb im selben Jahr in Agapia.

## Werke (Auswahl)
- Romanul Comăneștenilor, 1894–1910
- In rĕsboiŭ, 1902

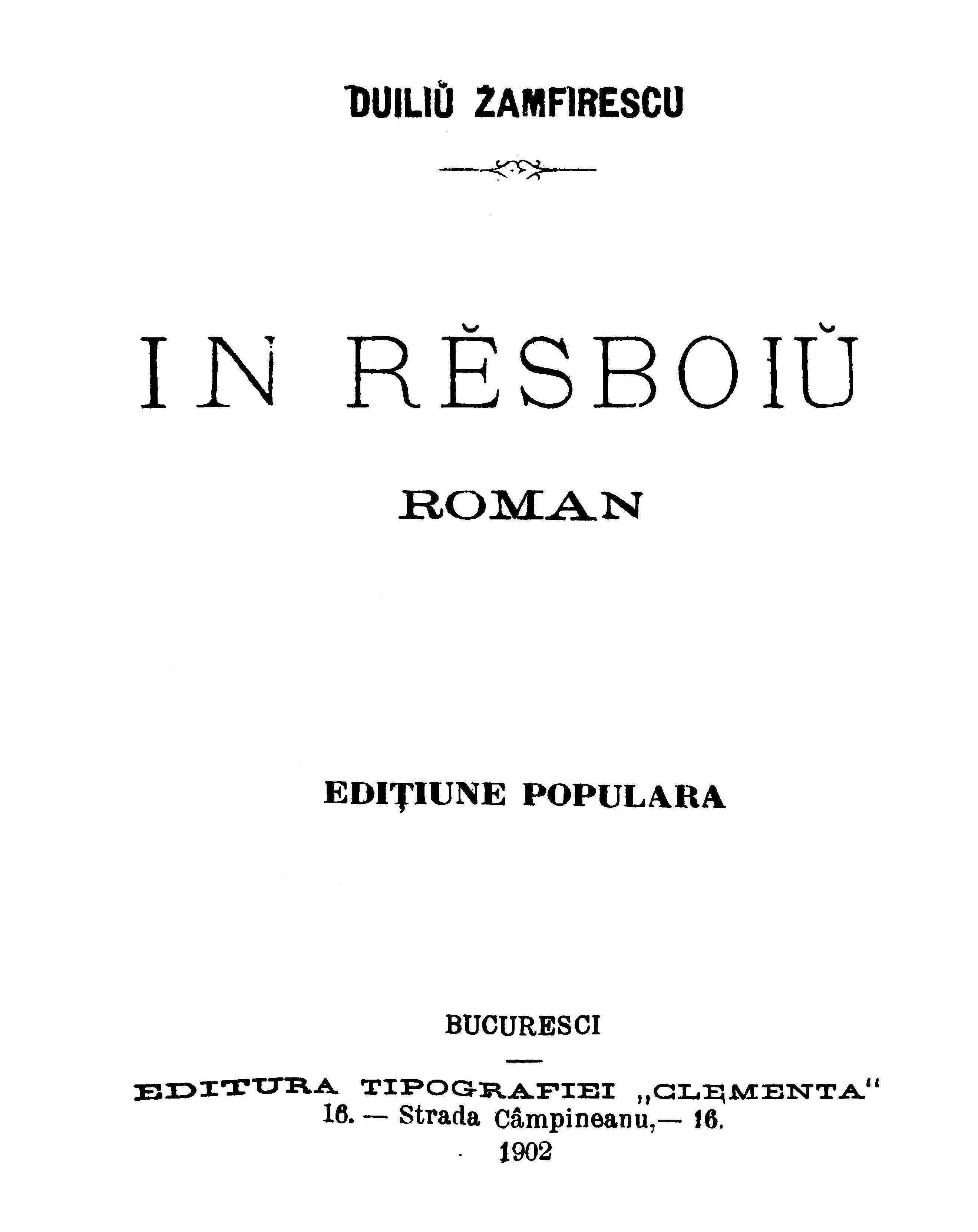
Roman In Rĕsboiŭ

- Die Seele der Kriege einst und jetzt, 1914
- Das Leben auf dem Lande, 1967